# Stazione di Galmae

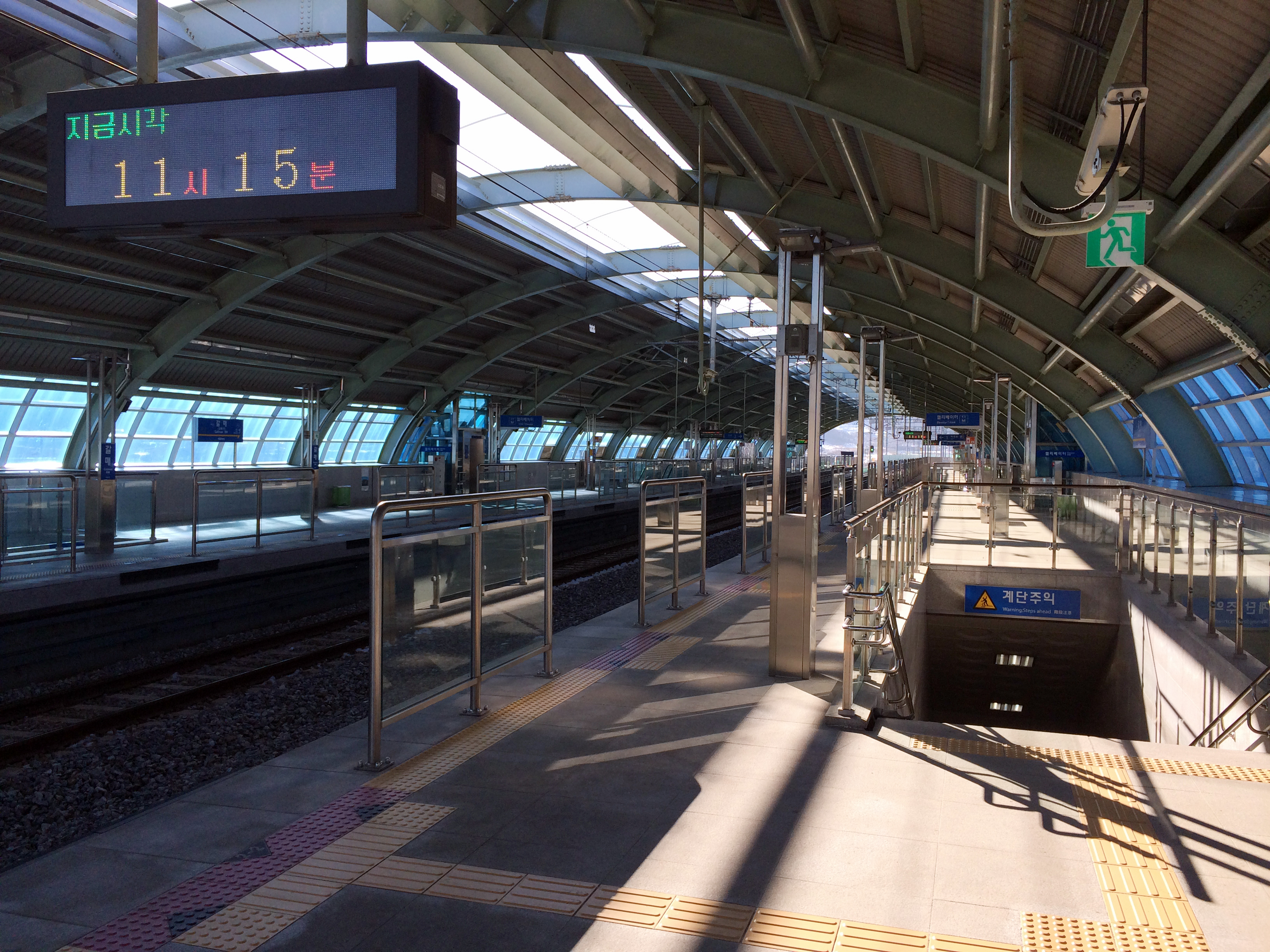
Vista dei binari

La stazione di Galmae (갈매역 - 葛梅驛, Galmae-yeok) è una stazione ferroviaria situata a Guri, città del Gyeonggi, a est rispetto a Seul, in Corea del Sud, ed è servita dalla linea Gyeongchun del servizio ferroviario metropolitano Korail.

## Linee
Korail
■ Linea Gyeongchun (Codice: P123)

## Struttura
La stazione dispone di due binari passanti su viadotto con due marciapiedi laterali. Il fabbricato viaggiatori con il mezzanino si trova sotto i binari, e possiede varchi di accesso, servizi igienici, scale mobili, ascensori e altri servizi.
| 1 | ■ Linea Gyeongchun | per Toegyewon, Pyeongnae-Hopyeong, Gapyeong, Namchuncheon e Chuncheon |
| 2 | ■ Linea Gyeongchun | per Sangbong, Cheongnyangni e Gwangundae                              |

## Stazioni adiacenti
| «                | Servizio         | »                |
| Linea Gyeongchun | Linea Gyeongchun | Linea Gyeongchun |
| ---------------- | ---------------- | ---------------- |
| Sinnae           | Locale           | Byeollae         |